# Gabriel Yoly

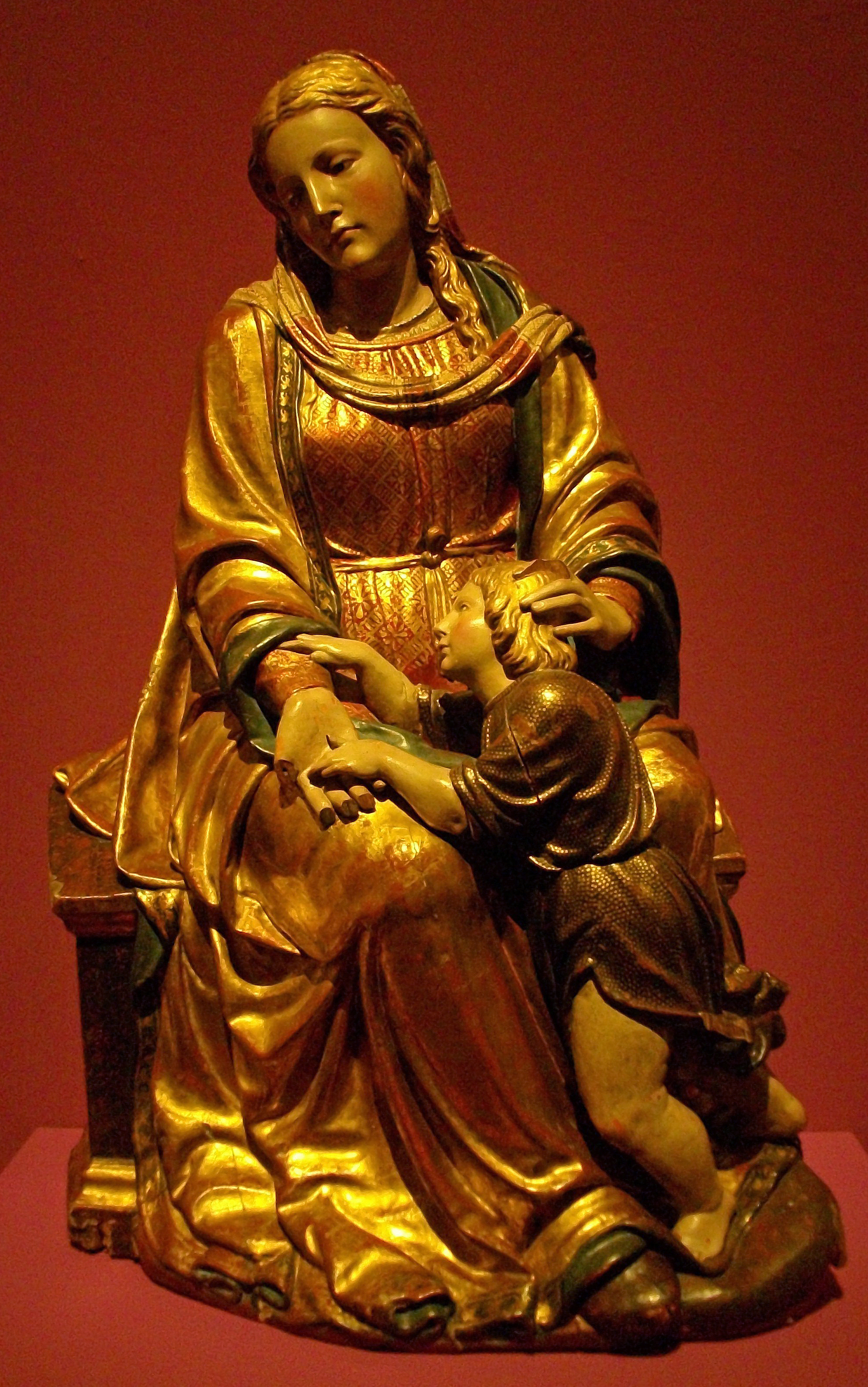
Virgen con el Niño (1527). Madera dorada y policromada, 118x 75 cm, procedente de la Iglesia parroquial de San Miguel Arcángel de Villafeliche (Zaragoza).

Gabriel Yoly (Noyon ? - Teruel, 19 de marzo de 1538), fue un escultor francés, que vivió en España, al menos desde 1515.

## Biografía
Residió en Zaragoza, y pasó sus últimos años en Teruel. Se conserva su lauda sepulcral, conteniendo el bulto yacente y la inscripción, «Gabriel Yoly, imaginero». Se le atribuye una primera formación gótica francesa y completa su formación en la escuela florentina. En España se ve influido por Damián Forment y, en la última etapa, por Alonso Berruguete, quien le transmite su dramatismo.
En 1520 firma un contrato con Gil Morlanes el Joven, para ejecutar a medias las obras que concertaren en cuatro años. En su primera etapa se une a Damián Forment, por el que se deja influir. Pero a su vez favorece la conversión de Forment al Renacimiento. Algún autor considera segura la intervención de Yoly en el Retablo de San Miguel de los Navarros (Zaragoza). De 1520 data el Retablo de Santiago, en la Seo de Zaragoza, hecho con Gil Morlanes el Viejo. Juan de Moreto dirige la ejecución del retablo de San Miguel, en la catedral de Jaca, donde la escultura es obra de Yoly y Juan de Salas.
En el retablo mayor de la iglesia de Santa María de Tauste (1521), la arquitectura es de Gil Morlanes el Joven, y la escultura de Yoly y Salas. En el de Aniñón (Zaragoza) resurge la colaboración de Morlanes y Yoly. Del retablo de la Iglesia parroquial de San Miguel Arcángel de Villafeliche, en Zaragoza, procede una bella Virgen con el Niño, talla en madera policromada y estofada terminada en 1527.
En el segundo cuarto del siglo XVI, a partir de la marcha de Damián Forment a Cataluña para trabajar en el retablo del Monasterio de Poblet, los encargos a Yoly se multiplican, convirtiéndose en el más reputado escultor de Aragón de mediados del siglo XVI. El retablo de Roda de Isábena (1533, destruido en 1936) acredita el influjo de Berruguete. El retablo del obispo Jaime de Conchillos (catedral de Tarazona) es contratado en 1535 por Juan de Moreto; la escultura es obra de Yoly. En alabastro trabajó la imaginería del Retablo de Santiago de la Colegiata de Bolea, fechable hacia 1535. De esta obra destaca un extraordinario San Juan Bautista en bulto casi redondo esculpido en alabastro traslúcido de Gelsa o Escatrón, cuya pose muestra un acusado contrapposto.

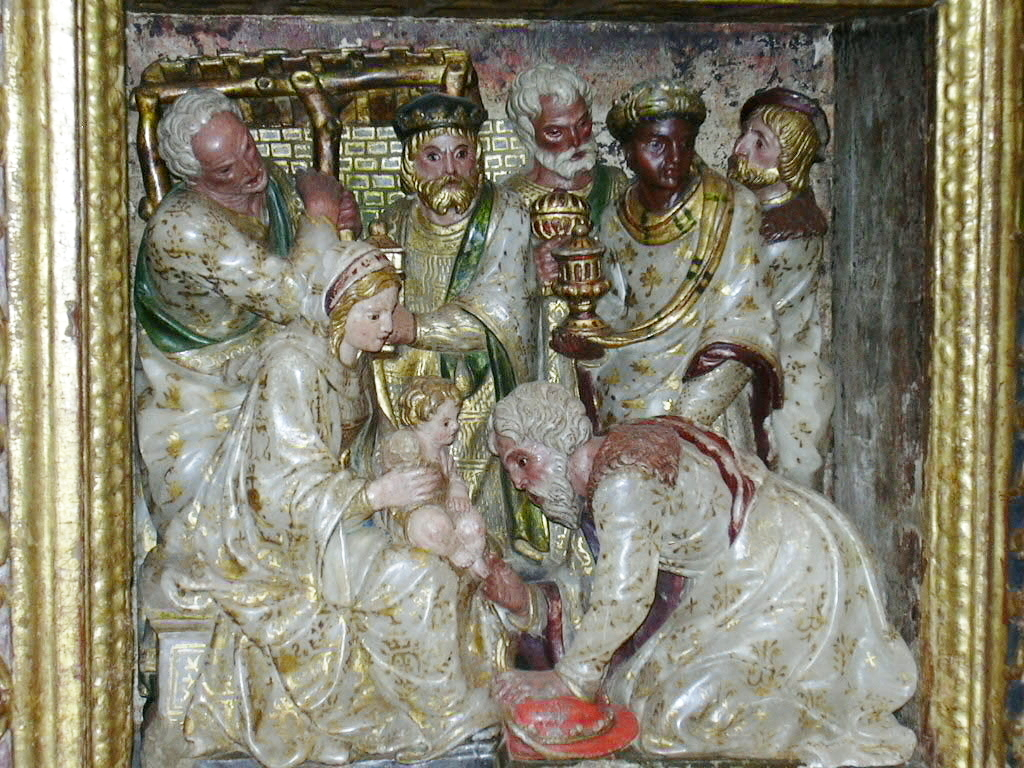
Retablo de Santiago de la Colegiata de Bolea, obra en alabastro de Gabriel Yoly.

A la etapa de Teruel corresponden el retablo mayor de la iglesia de San Pedro, el retablo de San Cosme y San Damián en la misma iglesia, y el retablo mayor de la catedral de Teruel (1536), del tipo de custodia y sin policromar, lo que permite acusar mejor la fuerza expresiva, llena de acentos berruguetescos. El retablo de la sede episcopal de la capital turolense se considera su obra cumbre, y en esta obra se aleja de los modelos de Forment para incidir en el tratamiento de los gestos, investigar en las relaciones dinámicas entre los personajes, profundizar en el vigor de las anatomías en el sentido miguelangelesco y acentuar el expresionismo en los visajes.
Su legado artístico turolense ejerció un notable influjo en la escultura de las comarcas de Teruel y Albarracín por largo tiempo, y su estilo fue seguido por sus discípulos Bernardo Pérez, Juan Vizcaíno y, sobre todo, Cosme Damián Bas, cuyas obras de los años 1560 fueron a menudo atribuidas a su maestro Yoly.